# Mário Pinto de Andrade
Mário Pinto de Andrade, född 21 augusti 1928 i Golungo Alto, portugisiska Angola, död 26 augusti 1990 i London, var en angolansk poet och politiker. Han grundade Folkrörelsen för Angolas befrielse, MPLA och blev dess första ordförande.

## Biografi
Mário Pinto de Andrade var son till José Cristino Pinto de Andrade och Ana Rodrigues Coelho. Fadern var tjänsteman och grundare av den afrikanska National League. Efter gymnasieutbildning i Luanda reste Mário de Andrade 1948 till Portugal och studerade filosofi vid Lissabons universitet.
Han gifte sig med Sarah Maldoror från Guadeloupe i Franska Västindien. Maldoror var filmregissör och tillsammans gjorde de filmen Sambizanga, som handlade om den angolanska frihetskampen.
Efter Angolas självständighet 1975 flyttade Andrade till Guinea-Bissau där han blev informations- och kulturminister. Han avled i London den 26 augusti 1990.

## Politiskt engagemang
Efter att ha flyttat till Lissabon 1948 fick Andrade kontakt med studenter i opposition mot den portugisiska diktaturen. De träffades på Imperiets studenters hus och arrangerade många kulturella aktiviteter med anknytning till Afrika. Han träffade bland andra Amílcar Cabral, Agostinho Neto och Francisco José Tenreiro.

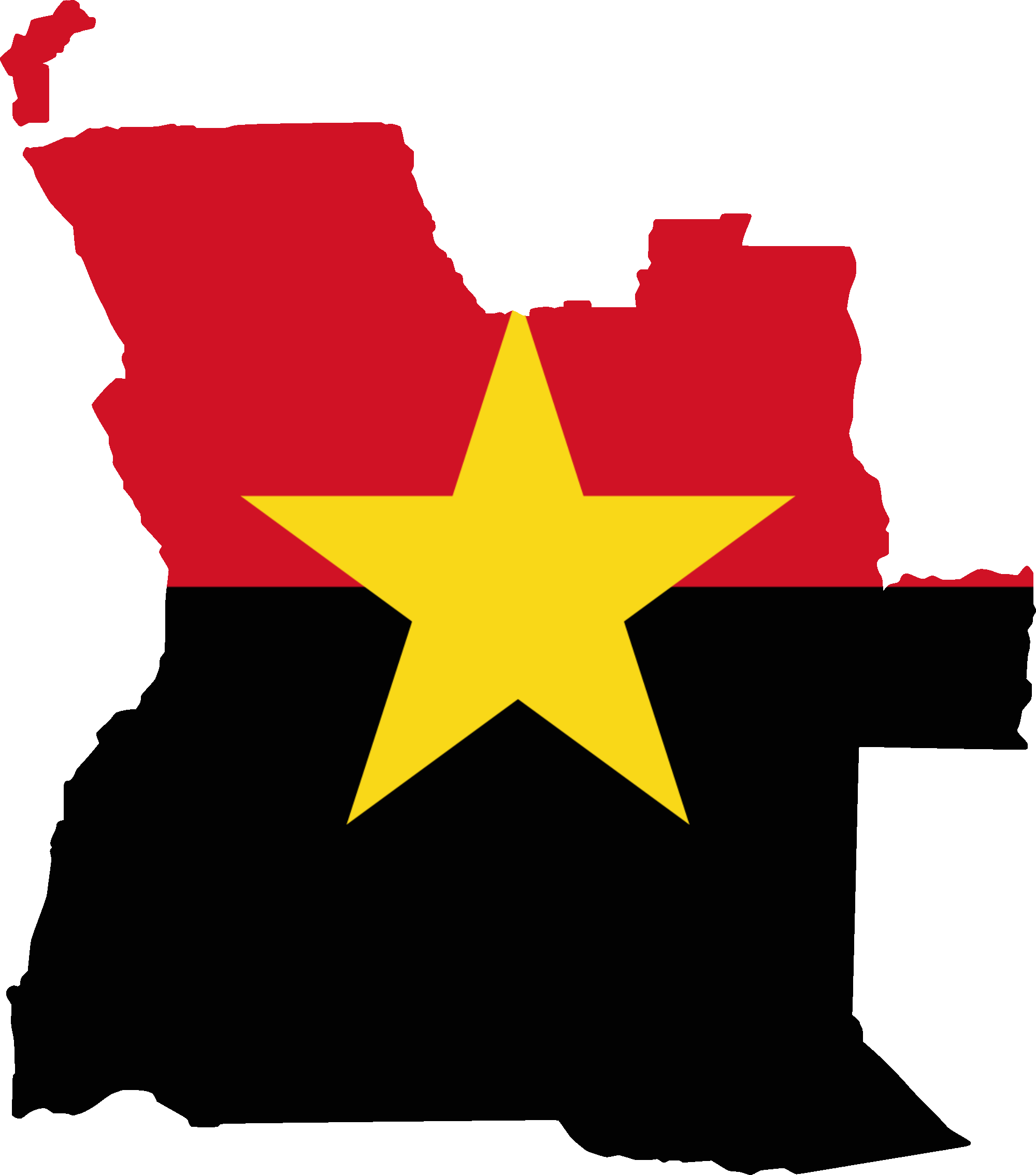
Flag map of Angola (MPLA)

På grund av sin politiska aktivitet måste Andrade lämna Portugal 1954 och sökte sig till Paris. 1955 fick han jobb som redaktör för tidskriften Présence Africaine. Han och Tenreiro arrangerade den första konferensen för svarta författare. 1958 reste han tillsammans med Viriato da Cruz till Tasjkent i Sovjetunionen på en konferens för afro-asiatiska författare.
År 1962 valdes Mário Andrade till generalsekreterare för MPLA, med bas i Léopoldville i den självständiga republiken Kongo-Léopoldville.
År 1974 blev det en brytning med Agostinho Neto och Andrade bildade Revolta Aktiva (Aktiva revolten).

## Författarskap
Redan under studieåren i Lissabon började Andrade skriva politisk poesi. Det gjorde att han blev tvungen att lämna Portugal och han flyttade till Paris där han bland andra träffade den senegalesiska poeten Léopold Senghor. Andrade utvecklade sitt författarskap och anses vara en av de viktigaste angolanska essäisterna.